# Percy Deift
Percy A. Deift (Durban, 10 de setembro de 1945) é um matemático estadunidense nascido na África do Sul.
Recebeu o Prêmio George Pólya de 1998. Foi palestrante convidado do Congresso Internacional de Matemáticos em Berlim (1998) e em Madrid (2006 - Universality for mathematical and physical systems). Em 2003 foi eleito membro da Academia de Artes e Ciências dos Estados Unidos e fellow da American Mathematical Society.